# Samoescultuur
De Samoescultuur (Russisch: Самусьская культура) was een archeologische cultuur uit de vroege bronstijd, rond 2000 v.Chr. De cultuur was wijdverspreid in het Tomsk-Narym-bekken in het zuiden van West-Siberië, aan de middelste Irtysj en de bovenloop van de Ob, en had nauwe banden met de naburige Krotovocultuur.
In de oblast Tomsk werden ongeveer 10 archeologische vindplaatsen ontdekt binnen de grenzen van het dorp Samoes en het nabijgelegen gebied. De bekendste daarvan is de nederzetting Samoes IV, die zijn naam gaf aan de cultuur. Andere sites zijn Tsjernoozerje VI, Okoenevo XI, en de Rostovkinski-begraafplaats.  
Bij de aardewerkvondsten zijn diverse soorten vaatwerk te vinden, die echter in vrijwel alle gevallen een vlakke bodem hebben. De decoratie bestaat uit golvende horizontale lijnen of uit hoeken, meanderhaken en gearceerde driehoeken, waardoor verbindingen worden gelegd met aangrenzende zuidwestelijke culturen zoals de Petrovkacultuur. Een bepaalde groep is versierd met ingesneden antropomorfe en zoömorfe motieven, met name menselijke gezichten en beren. Hiermee zijn enkele figuratieve stenen sculpturen verbonden, die mensen- en dierenkoppen en fallussen afbeelden. Hoewel door de dragers van de Samoescultuur al brons werd verwerkt, zoals blijkt uit mallen en bronzen fragmenten, bleven vuursteen en been belangrijke materialen.
De nederzettingen van de Samoescultuur waren deels versterkt met een greppel en deels onversterkt, met daarbinnen iets verzonken kuilhuizen. in de economie speelde het fokken van schapen, geiten en runderen de hoofdrol, met een kleinere rol voor het fokken van paarden en honden. De jacht was slechts van marginaal belang. Er is geen bewijs van landbouw, afgezien van enige vermeende afdrukken van granen op de binnenwanden van vaatwerk. De doden werden begraven in ondiepe graven. Meestal waren dit lichaamsbegrafenissen, zelden crematies. Bij de grafgiften is de aanwezigheid van een hogere klasse van krijgers met wapengiften zichtbaar.